# Lodi T.I.B.B.
Lodi T.I.B.B. – stacja metra w Mediolanie, na linii M3. Znajduje się na piazzale Lodi, w Mediolanie i zlokalizowana jest pomiędzy stacjami Porta Romana i Brenta. Została otwarta w 1991.